# پالنکه
پالنکه (به مایایی نو: Bàak) نام یک شهر باستانی از شهرهای مربوط به تمدن مایا بوده که امروز بقایای آن در جنوب مکزیک وجود دارد. بنای این شهر به قرن هفتم میلادی بازمی‌گردد و به دوره کلاسیک تمدن مایا مربوط است. پالنکه جزو میراث جهانی یونسکو است.

## ریشه نام
زمانی که اشغالگران اسپانیایی به این سرزمین رسیدند شهر پالنکه از مدت‌ها پیش از سوی مایاها متروکه شده بود. با این‌حال نامی که بومیان منطقه به آن می‌دادند اوتولوم (Otulum) بمعنی سرزمینِ با خانه‌های مستحکم بود. اسپانیایی‌ها به آن نام پالنکه را دادند که در زبان اسپانیایی معنی استحکام را می‌دهد. امروزه مایاهای بومی به آن باک می‌گویند که نامی شاهانه محسوب می‌شود.

## تاریخچه
بنای شهر پالنکه به قرن هفتم میلادی بازمی‌گردد با این‌حال پس از دوره‌های درخشانی ناگهان مانند سایر شهرهای مایا به دلیل نامعلومی متروکه شد. ساکنان این شهر به نواحی مرتفع و کوهستانی پناه بردند و زمانی که اسپانیایی‌ها به آن سرزمین رسیدند عملاً با یک شهر باشکوه ولی خالی از سکنه روبرو شدند. مهمترین و سرشناس‌ترین حاکم پالنکه در طول تاریخ کینیچ جاناب پاکال شاه پرآوازه مایا بوده‌است.

## موقعیت کنونی
شهر امروزی پالنکه از نظر تقسیمات کشوری مکزیک در استان چیاپاس در جنوب این کشور واقع شده‌است. رودخانه اوسوماسینتا از کنار آن عبور می‌کند. این شهر در ارتفاع ۱۵۰ متری از سطح دریا واقع شده و میزان بارش سالانه آن حدود ۲۱۶۰ میلی‌متر و میانگین دمای آن نیز ۲۶ درجه سانتی‌گراد است.

## ویژگی‌های باستان‌شناسی
شهر پالنکه نمونه کوچ‌تر شهرهای تیکال و کوپان است. این شهر دارای معابد و بناهای سنگی عظیم است، اما مساحتی به نسبت کمتر از سایر شهرهای معروف مایاها دارد. بخش‌های زیادی از ماهیت تاریخی این شهر را از رمز گشایی هیروگلیفهای بدست آمده در کشفیات باستان‌شناسی دریافته‌اند.

## ثبت در فهرست میراث جهانی یونسکو
پالنکه در سال ۱۹۸۷ به عنوان یکی از میراث فرهنگی بشری در یونسکو ثبت جهانی شد. نام آن در میراث جهانی یونسکو مشاهده می‌شود.